# إثبات الشخصية
إثبات الشخصية (PoP) (بالإنجليزية: Proof of personhood) هو وسيلة لمقاومة الهجمات الخبيثة على شبكات ند لند، ولا سيما الهجمات التي تستخدم هويات مزيفة متعددة، مثل هجوم سيبل، المنصات اللامركزية على الإنترنت معرضة بشكل خاص لمثل هذه الهجمات بطبيعتها، باعتبارها ديمقراطية نظريًا وتستجيب لكتل التصويت الكبيرة، هي طريقة مقاومة للتوافق غير المرخص، حيث يحصل كل مشارك (شخص بشري غير آلي) فريد على وحدة واحدة متساوية من قوة التصويت والمكافآت المرتبطة بها، تتناقض مع كل من آلية إثبات العمل، وإثبات الحصة، وآليات الأخرى التي تمنح قوة التصويت والمكافآت في سلسل الكتل أو العملات المعماة بشكل متناسب مع استثمار المشارك في بعض الأنشطة أو الموارد، يهدف إثبات الشخصية إلى ضمان كل مشارك فريد بمقدار متساوٍ من قوة التصويت والمكافآت، بغض النظر عن الاستثمار الاقتصادي.